# 红寺坝水库
红寺坝水库是中国陕西省汉中市南郑县境内的一座水库，位于濂水河上，建于1960年。水库正常库容为2100万立方米，集雨面积为121平方千米，海拔为647米。